# 論理哲学
論理哲学（ろんりてつがく、英語：philosophy of logic）は、哲学の一領域である。それは論理学の地位や方法論についてのメタ学問である。論理学の哲学とも。
論理哲学は、哲学的問題に形式的論理的技術を応用する哲学的論理学 (philosophical logic, philosophical logics) と混同される。

## 論理学の哲学に関わる基本問題
- 唯一の正しい論理があるのか、あるいは複数の論理が同じように正しいのか
- （排中律のような）論理的原理が正しいかどうかについて真正な不一致は可能なのか
- 何がある表現を論理定項にさせているのか
- 論理的帰結・量化・その他の論理的概念の本来の記述とは何か
- 論理学の範囲はどのくらいか（数学を包含するのか）
- 論理は規約の問題か
- 論理は経験的か
- 論理的必然性の本性とは何か

## 関連人物
| - アリストテレス - ジョージ・ブール - ジョージ・ブーロス - ルドルフ・カルナップ - アロンゾ・チャーチ - オーガスタス・ド・モルガン | - マイケル・ダメット - ゴットロープ・フレーゲ - クルト・ゲーデル - チャールズ・サンダース・パース - アーサー・プライアー | - ウィラード・ヴァン・オーマン・クワイン - バートランド・ラッセル - アルフレト・タルスキ - ソール・クリプキ - ルートヴィヒ・ヴィトゲンシュタイン |